# Dos y Ventidós
Dos y Veintidós es el EP debut de la actriz y cantante colombiana Juliana Velásquez, fue lanzado el 13 de noviembre de 2020 a través de MUN Records.

## Antecedentes
Dos y veintidós Es un trabajo que surge en esos momentos de soledad y silencio, cuando no hay barreras que impidan a la mente reflexionar sobre las experiencias de la vida.
A la medida: Se refiere a los trastornos alimenticios que surgen de problemas personales, generalmente como resultado de presiones externas y, en muchos casos, llevan incluso a la pérdida de la vida.
Electricidad: Aborda el fenómeno de los embarazos no deseados, donde jóvenes, que no esperaban ser madres a tan corta edad, ven acelerado su "reloj maternal" debido a la falta de orientación o a factores externos.
Cóseme: En esta canción, Juliana habla de un problema cada vez más presente en la sociedad: el suicidio como vía de escape ante problemas, muchos de ellos causados por la misma sociedad. 

## Lista de canciones
| N.º   | Título                  | Escritor(es)                                                 | Duración |  |
| 1.    | «A La Medida (2:20am)»  | Anibal de los Reyes,Juliana Velásquez,Miguel Ángel Rodríguez | 3:18     |  |
| 2.    | «Electricidad (2:21am)» | Daniela Cabrera, Juliana Velásquez                           | 3:57     |  |
| 3.    | «Cóseme (2:22am)»       | Juliana Velásquez, Nicolas Sorzano                           | 2:49     |  |
| 10:04 |                         |                                                              |          |  |

## Historial de lanzamiento
| País   | Fecha              | Formato                    | Discográfica | Ref.  |
| ------ | ------------------ | -------------------------- | ------------ | ----- |
| Varios | 31 de mayo de 2019 | Descarga digital Streaming | MUN Records  | [ 3 ] |